# Olhuveli (Kaafu)
Pour les articles homonymes, voir Olhuveli.
Olhuveli est une petite île inhabitée des Maldives. Elle constitue une des îles-hôtel des Maldives depuis 1979. Son nom signifie « entrée sableuse de l'atoll ». Elle fut un temps la deuxième île la plus peuplée de l'atoll.

## Géographie
Olhuveli est située dans le centre des Maldives, dans le Sud-Est de l'atoll Malé Sud, dans la subdivision de Kaafu. Elle voisine l'île de Bodufinolhu.